# Hutkrempenregel
Die Hutkrempenregel bzw. Hutkrempen-Regel ist ein rechtsmedizinischer Begriff aus der forensischen Traumatologie über die mögliche Ursache von Kopfverletzungen.

## Definition
Bei aufrechter Körperhaltung treten Verletzungen oberhalb einer gedachten Hutkrempe eher durch Schläge eines Dritten, ggf. mit einem Gegenstand, ein. Verletzungen innerhalb oder unterhalb der Hutkrempenlinie entstehen dagegen eher durch Stürze, insbesondere auf ebenen Boden aus stehender Position.

## Anwendung
Die Hutkrempenregel wird in der Rechtsmedizin angewendet, um Dritteinwirkung festzustellen, wenn die betroffene Person nicht aussagen kann (z. B. bei einem Koma) oder will (z. B. bei häuslicher Gewalt). Bei Berichten einer Obduktion findet sie auch bei der Begutachtung Verstorbener Anwendung.
Die Hutkrempenregel wird jedoch nur als Entscheidungshilfe genutzt, da sie in vielen Situationen nicht hinreichend zutreffend ist. Verletzungen durch Dritte, etwa durch Schläge oder Tritte ins Gesicht, widersprechen der Regel. Ebenso fallen Verletzungen aus diesem Schema heraus, die sich das Opfer durch einen Sturz auf einer nicht-ebenen Fläche zugezogen hat, also etwa bei einem Treppen- oder Fenstersturz.
Bei Rekonstruktionen von Kopfverletzungen, wird die Hutkrempenregel mit der Puppe'schen Regel kombiniert, um Aussagen über den Einwirkungsort, die Krafteinwirkung, möglichen Einsatz von Gegenständen und das Bruchzentrum zu machen.